# Roses Metall
Roses Metall oder Rose'sches Metall ist eine Bismutlegierung mit Blei und Zinn in der Nähe des ternären Eutektikums. Die Legierung wurde vom deutschen Pharmazeuten Valentin Rose dem Älteren entwickelt.
Sie besteht aus ca.
- zwei Gewichtsteilen (50 %) Bismut (Bi)
- einem Gewichtsteil (25 %) Blei (Pb) und
- einem Gewichtsteil (25 %) Zinn (Sn)

Bei den genannten Gewichtsverhältnissen liegt der Schmelzpunkt bei ca. 94 °C (und damit unter dem Siedepunkt des Wassers bei Normaldruck) und die Dichte beträgt 9,32 g/cm³. Bei abweichenden Gewichtsverhältnissen ergeben sich andere Werte für Schmelzpunkt und Dichte.
Roses Metall ist somit identisch mit D’Arcets Metall (nach Jean d’Arcet). Auch ähnelt es dem bereits bei 73 bis 77 °C schmelzenden Woodschen Metall; ist jedoch weniger toxisch, da es kein Cadmium enthält.

## Verwendung
Roses Metall wird zum Beispiel zur Überwachung der Temperatur sowie als Heiz- und Kühlflüssigkeit eingesetzt, aber auch als Weichlot und für Schmelzsicherungen verwendet. Seit dem 1. Juli 2006 ist in Deutschland laut ElektroG die Verwendung von bleihaltigen Lotlegierungen für neue elektrische und elektronische Geräte nur noch in Ausnahmefällen zulässig.
Unter dem Namen MCP-96 wird es in der Strahlentherapie zur Anfertigung von individuellen Abschirmblöcken eingesetzt. Als Gießformen dienen dabei meist Polystyrol-Platten.
Es wurde auch verwendet, um eiserne Geländer und Balustraden in Steinfassungen zu sichern.

## Sicherheitshinweise
Durch das enthaltene Blei besteht bei Aufnahme über die Nahrung oder die Lunge die Gefahr einer Bleivergiftung.
Aufgrund des geringen Dampfdrucks der Legierung entwickelt sich beim Erhitzen auf bis zu 110 °C kein messbarer Bleidampf.
Allerdings ist ein Schutz vor Metallstäuben sinnvoll, beispielsweise durch die Verwendung einer geeigneten Schutzmaske. Außerdem sollte die Legierung von Essen und Getränken ferngehalten werden und während der Verarbeitung weder gegessen, getrunken noch geraucht werden.